# Jean-Jacques Honorat
Jean-Jacques Honorat (ur. 1 kwietnia 1931 w Port-au-Prince, zm. 26 lipca 2023 tamże) – haitański polityk, działacz społeczny, premier Haiti w latach 1991–1992.
Jego ojciec Georges był ministrem spraw wewnętrznych. Ukończył studia z zakresu agronomii i prawa. Od 1959 do 1961 był ministrem turystyki, następnie skonfliktował się z François Duvalierem i został działaczem na rzecz praw człowieka. W grudniu 1980, po tym, jak Jean-Claude Duvalier wydalił go z kraju, przeniósł się do Nowego Jorku. Był dyrektorem Haitańskiego Centrum na rzecz Praw Człowieka (CHADEL).
11 października 1991 powołany na stanowisko premiera po wojskowym zamachu stanu, dowodzonym przez Raoula Cédrasa. Do grudnia 1991 pełnił także funkcję ministra spraw zagranicznych. 19 czerwca 1992 wojsko zmusiło go do rezygnacji po tym, jak bezskutecznie negocjował zdjęcie z Haiti sankcji gospodarczych. Po 1992 wycofał się z polityki.
Był żonaty z Yvelie.